# Pn12
Pn12 – polskie oznaczenie pospiesznych parowozów austriackiej serii kkStB 310, zaprojektowanej przez Karla Gölsdorfa. Wyposażone w silnik sprzężony, czterocylindrowy na parę przegrzaną. Pierwotnie kursowały na linii Wiedeń – Kraków oraz Kraków – Lwów.

## Historia

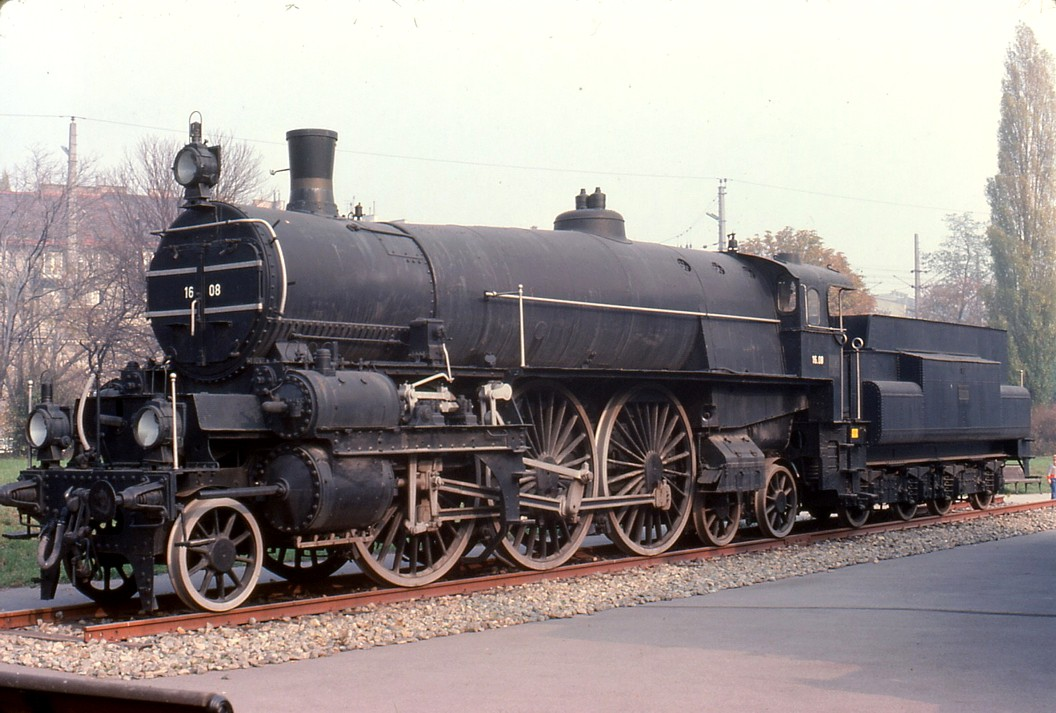
Parowóz serii 310

Lokomotywa pospieszna serii 310 Cesarsko-Królewskich Kolei Państwowych (kkStB), eksploatowana w Polsce jako seria PKP Pn12, była rozwinięciem wcześniejszej konstrukcji lokomotywy serii 210 (Pn11), z głównym ulepszeniem w postaci przegrzewacza pary. Obie serie zostały zaprojektowane przez wybitnego austriackiego konstruktora Karla Gölsdorfa i uważane są za szczytowe osiągnięcie austriackiej szkoły budowy parowozów. Konstrukcję parowozów obu serii zdeterminowały specyficzne wymagania kolei austro-węgierskich: wytrzymałość szyn ograniczała nacisk osi do 14,5 t, a z kolei mało kaloryczny dostępny węgiel wymuszał zastosowanie szerokiego paleniska o dużej powierzchni. Chęć budowy parowozu pospiesznego dostosowanego do pracy na liniach o zróżnicowanym profilu wymuszała zastosowanie trzech osi wiązanych o dużych średnicach kół. Rozwiązaniem stało się zastosowanie dla nowego parowozu nietypowego i niestosowanego szerzej odwróconego układu osi 2-3-1 (2’C1’) Pacific, tworzącego układ 1-3-2 (1’C2’), nazwany Adriatic, w którym duże palenisko znajdowało się za kołami wiązanymi, podtrzymywane przez dwuosiowy wózek dla utrzymania dopuszczalnego nacisku na oś. Pojedyncza przednia oś toczna zapewniała wystarczająco dobre prowadzenie w torze przy prędkości konstrukcyjnej 100 km/h. Drugim elementem wyróżniającym konstrukcję był wybrany w celu równomiernego obciążenia osi i maksymalizacji przestrzeni parowej nieforemny kocioł, ze środkowym dzwonem walczaka w formie stożka, zastosowany już we wcześniejszej towarowej serii 280. W serii 210, skonstruowanej w 1908 roku, nie zdecydowano się jednak na zastosowanie przegrzewacza pary, a jedynie osuszacz.
Od 1911 roku rozpoczęto produkcję zmodernizowanych parowozów serii 310, wyposażonych w przegrzewacz Schmidta. Jego zastosowanie wymagało skrócenia walczaka o 600 mm i wydłużenia o tyle samo dymnicy. Wprowadzono też inne ulepszenia, w tym zmieniono konstrukcję suwaków silników i sposób wykonania odlewów cylindrów silnika (trzy odlewy, w tym oba cylindry wewnętrzne razem, zamiast dwóch odlewów po dwa cylindry). Od lokomotywy nr 29 zwiększono ciśnienie kotła do 16 atmosfer i zmieniono wyprzedzenie suwaków i sposób sterowania urządzenia rozruchowego, co pozwoliło na polepszenie parametrów parowozu.
Zlecenie na budowę parowozów rozdzielono pomiędzy cztery fabryki: Floridsdorf, BMF, Wiener Neustadt i StEG, z których każda w 1911 roku zbudowała po siedem sztuk. Ogółem do 1916 roku wyprodukowano 90 parowozów serii 310, w pięciu fabrykach: Floridsdorf (22), BMF (14), Wiener Neustadt (19), StEG (32) i Breitfeld Danek (3 w 1916 roku).
Podczas I wojny światowej, w 1915 roku koleje austriackie zamówiły ponadto we Florisdorfie budowę 10 parowozów zmodyfikowanej serii 310.300, z kotłem z paleniskiem Brotana zamiast skrzyni ogniowej z deficytowej miedzi. Zbudowano je w 1918 roku, lecz koleje austriackie ich ostatecznie nie zakupiły.

## Eksploatacja
Parowozy serii 310, dostarczane od 1911 roku, weszły do eksploatacji na Cesarsko-Królewskich Kolejach Państwowych (kkStB), obsługując głównie połączenia pospieszne z Wiednia do Pragi, Salzburga, Krakowa, Lwowa i Chebu, pozwalając na skrócenie czasu jazdy. W chwili wybuchu I wojny światowej w 1914 roku było ich 66, do 1916 roku dostarczono wszystkie 90.
Wszystkie przetrwały wojnę, po której 43 pozostało na Kolejach Austriackich (BBÖ), 35 trafiło na Koleje Czechosłowackie (ČSD), gdzie następnie oznaczono je serią 375.0, a 12 trafiło do Polski. Parowozy serii 310, które znalazły się w miejscach stacjonowania na terenie Polski, dopiero w 1924 roku zostały oficjalnie przyznane Polsce w ramach podziału kolei Austro-Węgier, po czym oznaczone serią Polskich Kolei Państwowych Pn12. Spośród 10 parowozów serii 310.300 z kotłami Brotana, trzy zostały zakupione od producenta przez Polskę (prawdopodobnie w 1919 roku), a pozostałe siedem przez pruskie koleje państwowe, gdzie oznaczono je serią S11. W 1922 roku wszystkie te parowozy, jako nietypowe dla Niemiec, również trafiły do Polski, w ramach podziału kolei Dyrekcji Katowickiej w drodze konwencji genewskiej. 
Na stanie PKP znalazło się 12 parowozów Pn12 oznaczonych numerami inwentarzowymi Pn12-1 do Pn12-12 oraz 10 sztuk z kotłami projektu Johana Brotana oznaczone numerami Pn12-13 do Pn12-22. Pracowały na dotychczasowym obszarze, będąc przydzielone do parowozowni w Rzeszowie i Lwowie (DOKP w Krakowie i we Lwowie). Obsługiwały m.in. trasę Lwów – Kraków – Katowice. W połowie lat 30. Pn12 zostały zastąpione tam przez nowe Pt31 i większość skierowano w 1936-37 roku do DOKP w Radomiu. W połowie 1938 roku skoncentrowano je w Kowlu i służyły następnie na Wołyniu. Jeden parowóz Pn12-3 został zniszczony w katastrofie kolejowej 7 lutego 1931 roku. Po klęsce Polski w 1939 r. ocalałe maszyny Pn12 przejęły koleje Ludowego Komisariatu Transportu (NKPS) ZSRR (17 egz.) oraz III Rzeszy (4 egz.). 
Po wojnie rewindykowano 10 lokomotyw Pn12, które otrzymały nowe numery od 1 do 7, natomiast trzy z nich mylnie zaliczono do serii Pn11 (Pn11-7, 8, 9). Nie podjęto ich naprawy i ostatecznie skreślono ze stanu PKP w 1950 roku.

## Konstrukcja

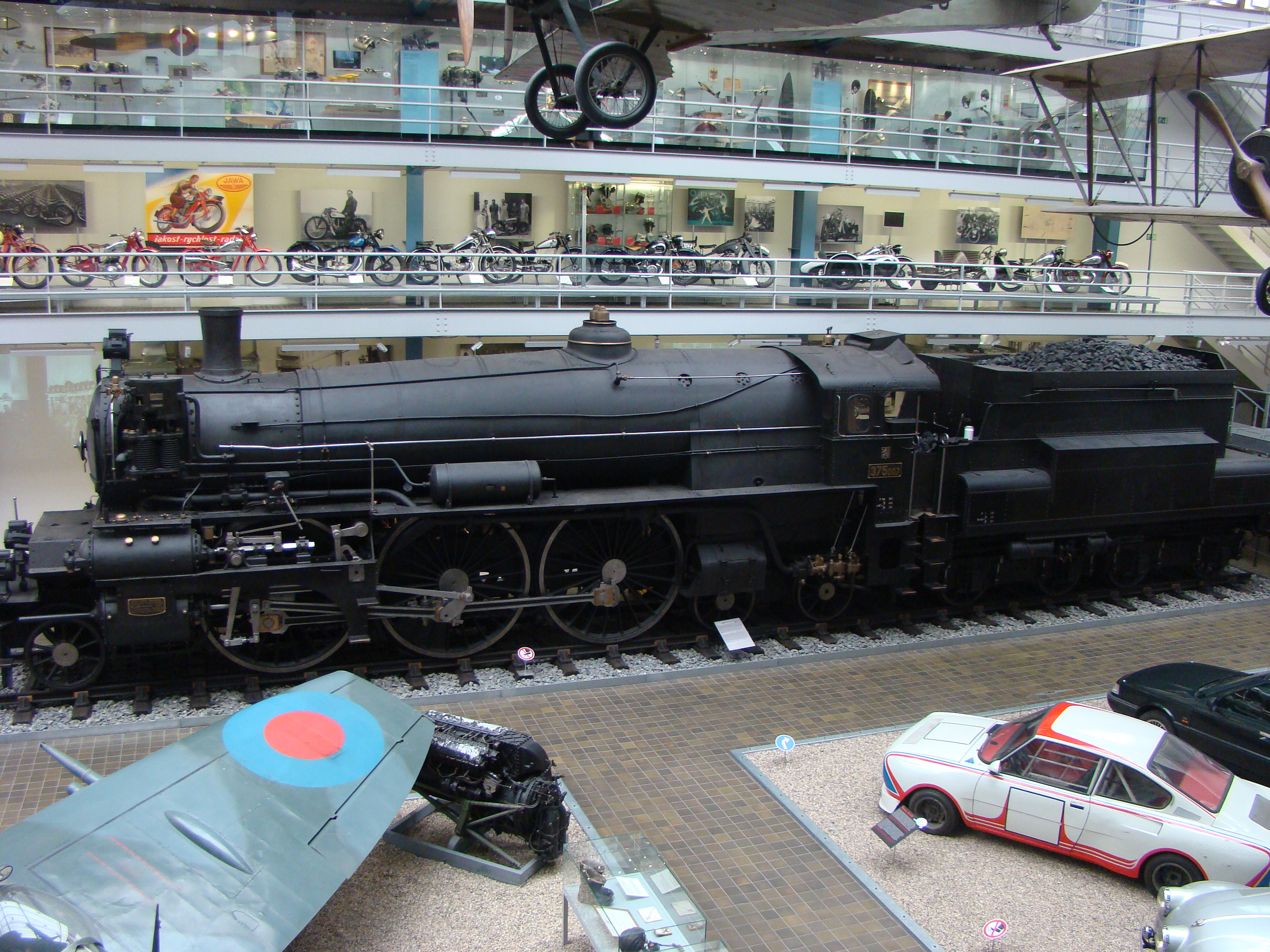
Parowóz serii ČSD 375.007 w Narodowym Muzeum Techniki w Pradze

Parowóz pospieszny o układzie osi 1’C2’ (1-3-2), z czterocylindrowym silnikiem sprzężonym na parę przegrzaną (1’C’2n4v). Ostoja miała konstrukcję kombinowaną: w przedniej części, do ostatniej osi wiązanej, blachownicową, a w tylnej belkową. Parowóz miał trzy osie wiązane, z kołami o średnicy 2140 mm. Przednia oś toczna, o wychyleniu 28 mm w każdą stronę, tworzyła z pierwszą osią wiązaną (o wychyleniu 22 mm w każdą stronę) wózek Kraussa-Helmholtza. Napędowa była druga oś wiązana, z obrzeżami podciętymi o 9 mm. Dwie tylne osie toczne były zawieszone na dyszlowym wózku Bissela, z czopem skrętu w odległości 1100 mm przed pierwszą z nich (maksymalne wychylenie tylnej osi wynosiło 52 mm). Wszystkie koła toczne miały średnicę 1034 mm.
Masa parowozu próżnego wynosiła 79,2 t, a służbowa 86 ton (w przypadku serii 310.300 odpowiednio 81,1 t i 88,7 t). Nacisk osi wynosił 14,7 t (w przypadku serii 310.300 – 15,4 t). Długość parowozu wynosiła 13 011 mm, a rozstaw osi skrajnych 10 450 mm. Długość z tendrem serii 86 wynosiła 21 404 mm, a z tendrem serii 88 – 21 998 mm.

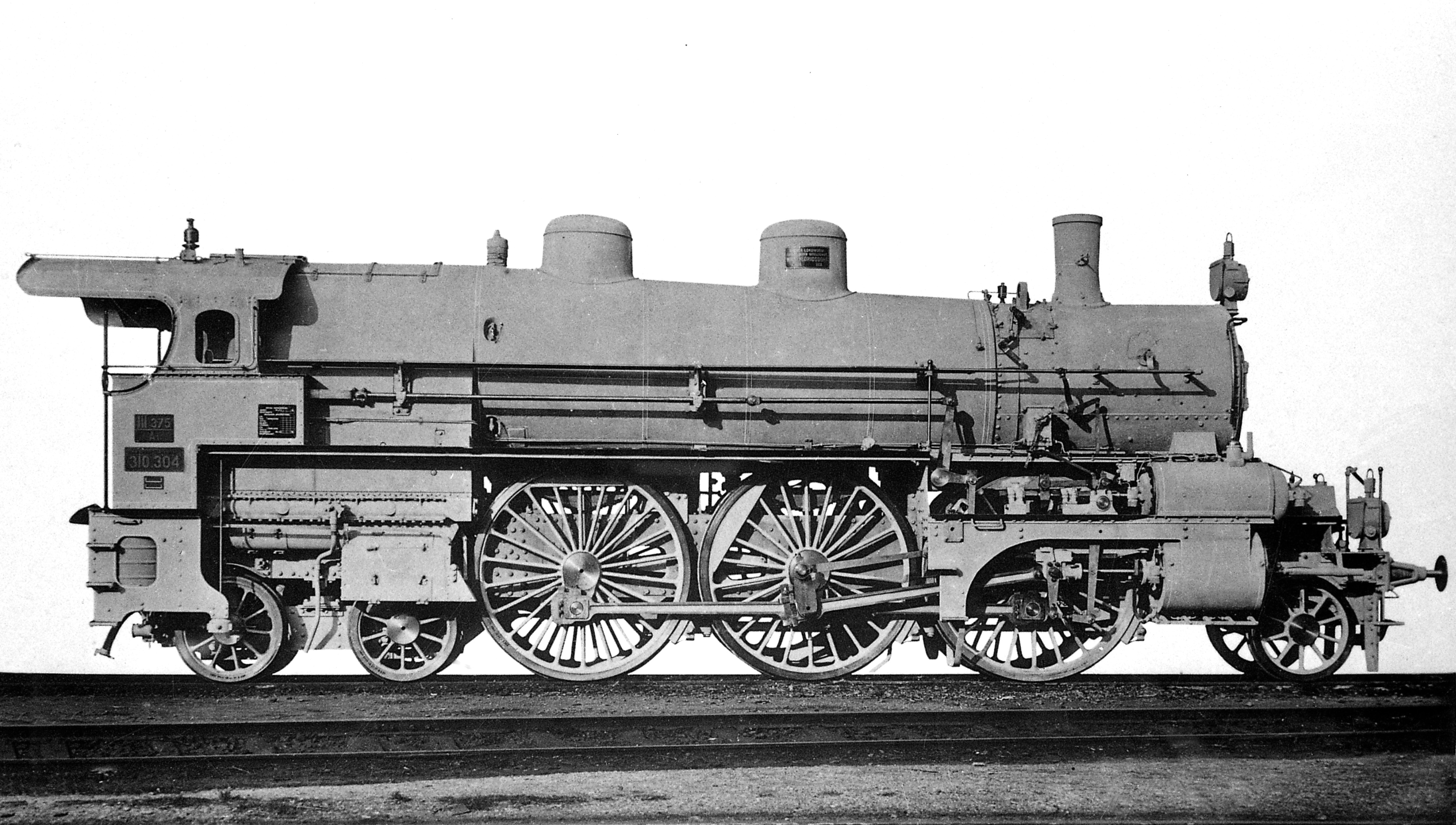
Parowóz 310.304 z kotłem Brotana

Walczak kotła o długości 5150 mm zbudowany był z trzech dzwon, z których pierwsze miało średnicę 1660 mm, trzecie średnicę 1800 mm, a środkowe formę stożka, przy czym ich dolne krawędzie leżały w jednej płaszczyźnie. Kocioł osłonięty był otuliną, której górna krawędź biegła ukośnie od dymnicy do stojaka kotła, a dalej poziomo, przechodząc w dach budki. Dymnica miała długość 2650 mm. Na trzecim dzwonie znajdował się niski zbieralnik pary z dwoma zaworami bezpieczeństwa typu Pop-Coale. Przez walczak przechodziło 170 płomieniówek i 24 płomienice, w których znajdowały się elementy przegrzewacza Schmidta, ze skrzynią umieszczoną w dymnicy. Ciśnienie robocze kotła wynosiło 15 atmosfer, a od lokomotywy 310.29 – 16 atmosfer. Powierzchnia ogrzewalna kotła od strony ognia wynosiła 195,5 m², powierzchnia ogrzewalna przegrzewacza 55 m², a powierzchnia rusztu 4,62 m². Parowozy serii 310.300 miały odmienny kocioł z wodnorurkowym paleniskiem systemu Brotana, z rurkami wodnymi zbiegającymi się u góry w jednym walczaku. W walczaku kotła dwa pierwsze dzwona miały kształt walca, a dopiero trzecie stożka, a liczba płomieniówek zmniejszyła się do 152. Powierzchnia ogrzewalna kotła od strony ognia wynosiła w nich 182,9 m², powierzchnia ogrzewalna przegrzewacza 55 m², a powierzchnia rusztu 4,12 m². Zewnętrznie różniły się dodatkowym pierwszym kołpakiem na kotle, mieszczącym oczyszczacz wody zasilającej systemu Pogany oraz przeniesieniem zaworów bezpieczeństwa ze zbieralnika pary na koniec walczaka.
Czterocylindrowy silnik sprzężony miał cylindry wysokiego ciśnienia wewnątrz ostoi, pochylone od poziomu, i cylindry niskiego ciśnienia umieszczone poziomo na zewnątrz. Średnice cylindrów wynosiły odpowiednio 390 mm i 660 mm, a skok tłoków 720 mm. Wszystkie cylindry napędzały drugi zestaw wiązany, przez czopy zewnętrzne i podwójnie wykorbioną oś. Rozrząd był zewnętrzny Heusingera.
Do parowozu przeznaczony był tender czteroosiowy serii 86 (polskie oznaczenie 21D11), o pojemności 9 t węgla i 21 m³ wody. Masa próżnego tendra wynosiła 22,2 t, masa służbowa 52,6 t, długość 8307 mm, rozstaw osi skrajnych 5300 mm. W serii 310.300 zastosowano tendry serii 88 (polskie oznaczenie 27D11), o pojemności 8 t węgla i 27 m³ wody. Masa próżnego tendra wynosiła 23,5 t, masa służbowa 58 t, długość 8920 mm, rozstaw osi skrajnych 5800 mm. W Polsce tendry stosowano zamiennie.

## Podstawowe dane techniczne
- Masa służbowa: 86–88,7 t
- Największy nacisk osi: 14,6 t
- Tender serii: 21D11
- Liczba osi: 4
- Pojemność skrzyni wodnej: 21–27 m³
- Pojemność skrzyni węglowej: 9–10 t

## Galeria

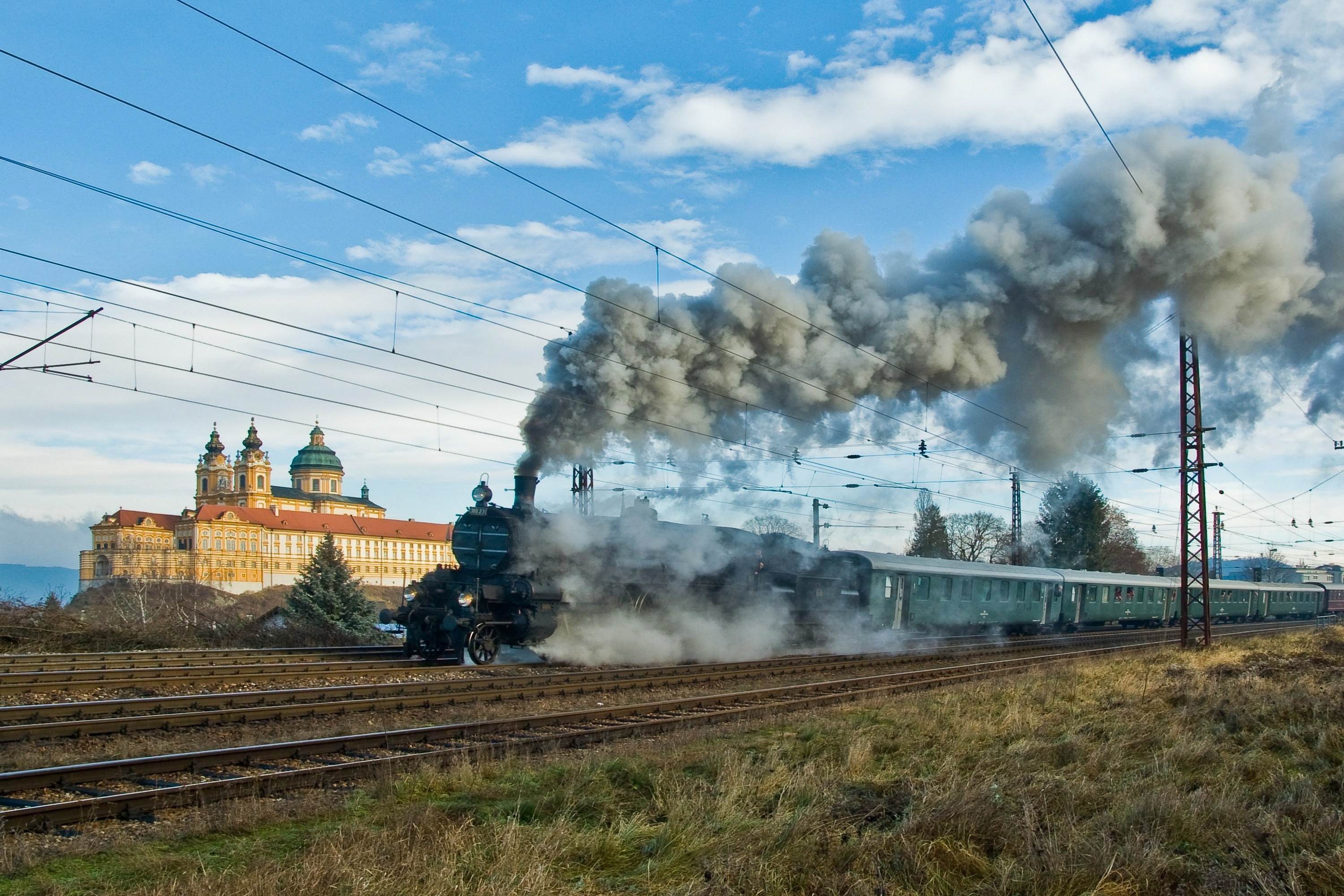